# Pliberk
Pliberk (nemško Bleiburg) je mesto z okoli 1.200 prebivalci na avstrijskem Koroškem blizu meje s Slovenijo in sedež istoimenske občine z dobrimi 4000 prebivalci. Je pomembno politično in gospodarsko središče celotne regije vzhodne Podjune, ki je tradicionalno povezana tudi z Mežiško dolino.
Pliberk je bil prvič omenjen pod imenom Liupicdorf pred letom 1006.
Od leta 1393 se  prireja 1. septembra na dan sv. Egidija t. i. Pliberški Jormak, ki je največja prireditev te vrste na jugovzhodnem Koroškem.
Po prvi svetovni vojni je bil v plebiscitni coni A Koroške in zato ostal v republiki Avstriji.
Pliberk je pomembno kulturno središče na Koroškem živečih Slovencev.
Organizirano kulturno življenje Slovencev sega nazaj v leto 1888. Takrat je bilo ustanovljena podružnica družbe sv. Cirila in Metoda s sedežem v Šmihelu pri Pliberku, ki je bilo aktivno do leta 1910. Takrat je deloval tudi Narodni dom na glavnem trgu kot kulturno in politično središče Slovencev mesta in okolice. Deluje tudi Hranilnica in posojilnica, ki je prav tam imela svoj sedež.
Posebnega pomena je slovensko prosvetno društvo Edinost Pliberk, ki je bilo ustanovljeno 20. maja 1909 pod imenom "Katoliško slovensko izobraževalno društvo v Pliberku". Le-to je razvilo izredno intenzivno in bogato kulturno delovanje. V okviru društva je tudi delovala Milka Hartman, znamenita psenica, ki je prirejala posebne tečaja za ženske, znamenite kuharske tečaje, ki so pa bili veliko več kot samo kuhanje.
Po tragičnih dogodkih za časa nacizma, ko je bilo vsakršno slovensko udejstvovanje na najhuše načine zasledovano in so številni kulturniki bili deportirani v taborišča v prisiljeno delo ali so bili ubiti in ko so bila slovenska kulturna društva oropana ali njihove knjižnice uničene, je Foltej Hartman po vojni po vojni začel s kulturnim delovanjem. 
Danes ima slovensko kulturno društvo leta 1999 na novo postavljeno - in sedaj že drugo - kulturno središče v mestu, znameniti Kulturni dom Pliberk. V njem se so oder, športna dvorana, bogata knjižnica ter kavarna / okrepčevalnica DOM.
Blizu Pliberka je prišlo do t. i. Pliberške tragedije 15. maja 1945.

## Geografija
Občina je na podjunskem polju (mikrolokacija: Pliberško polje) na južni strani Drave, na jugovzhodu Koroške, ki meji na Slovenijo. Glavno mesto Pliberk je približno 4 km od avstrijsko-slovenske meje. 
Pliberk je razdeljen na 12 katastrskih okrajev: Dob/Aich, Pliberk/Bleiburg, Grablje/Grablach, Komelj/Kömel, Blato/Moos, Zgornje Libuče/Oberloibach, Vogrče/Rinkenberg, Šmarjeta/St. Margarethen, Senčni Kraj/Schattenberg, Spodnje Libuče/Unterloibach, Weißenstein in Borovje/Woroujach. Občina obsega 23 vasi.
Po popisu z leta 2001 živi v Pliberku 30,4 % Koroških Slovencev. Leta 1991 jih je bilo 39,5 %, leta 1971 pa 52,8 %

### Naselja
|                          | Št. preb. 2002 | Delež Slovencev 1991 | Delež Slovencev 1951 |
| ------------------------ | -------------- | -------------------- | -------------------- |
| Dob/Aich                 | 167            | 68,6 %               | 76,2 %               |
| Dobrava/Dobrowa          | 21             | 30,4 %               | 68,7 %               |
| Breg/Draurain            | 16             | 100 %                | 100 %                |
| Nonča vas/Einersdorf     | 284            | 44,8 %               | 78,1 %               |
| Komeljski Vrh/Kömmelgupf | 25             | 59,3 %               | 78,1 %               |
| Komelj/Kömmel            | 78             | 62,8 %               | 100 %                |
| Blato/Moos               | 166            | 82,1 %               | 88,1 %               |
| Replje/Replach           | 67             | 56,8 %               | 81,7 %               |
| Vogrče/Rinkenberg        | 282            | 67,1 %               | 78,3 %               |
| Rinkole/Rinkolach        | 93             | 87,0 %               | 100 %                |
| Rute/Ruttach             | 49             | 50,0 %               | 75,9 %               |
| Čirkovče/Schilterndorf   | 169            | 57,2 %               | 90,2 %               |
| Vidra vas/Wiederndorf    | 171            | 51,2 %               | 85,1 %               |
| Libuče/Loibach           | 426            | 42,6 %               | 47,7 %               |
| Šentjur/St.Georgen       | 38             | 21,9 %               | 32,6 %               |
| Šmarjeta/St.Margarethen  | 83             | 58,5 %               | 99,3 %               |
| Pliberk/Bleiburg         | 1205           | 15,7 %               | 15,9 %               |
| Drveša vas/Ebersdorf     | 385            | 18,0 %               | 21,0 %               |
| Borovje/Woroujach        | 79             | 26,7 %               | 81,9 %               |
| Grablje/Grablach/        | 30             | 56,4 %               | 100 %                |
| Senčni kraj/Schattenberg | 25             | 64,7 %               | 100 %                |
| Lokovica/Lokowitzen      | 6              | 40,0 %               | 66,7 %               |
| Belšak/Weissenstein      | 28             | 35,7 %               | 100 %                |

## Zgodovina

### Srednji vek in novejše obdobje
Naselje na tem območju so ustanovili Karantanski Slovani v 6. stoletju in ustanovili karantansko državo v 7. stoletju. Območje okoli Pliberka je tesno povezano s slovensko kulturno zgodovino. Jezik, ki ga govorijo, je slovensko narečje območja, različica podjunskega narečja (slov.: Podjunščina)
Prva omemba kraja je izpred leta 1000: škof Albuin iz Brixna (sin svete Hildegard von Stein) dal svojemu bratu, grofu Aribo v dar Liupicdorf, kasneje Pliberk/Bleiburg. Leta 1228 je bil Pliberk prvič omenjen kot castrum et forum pliburch.
V 13. stoletju je območje prišlo v posest grofov Heunburg, potem Pfannberger in od 1338 Auffensteiner. Z uporom in zaroto proti Habsburžanom leta 1368 je prišlo do obleganja in uničenje trga, ki je nato prišel pod upravo deželnega kneza. Obnovili so ga, leta 1370 je dobil status mesta in 1393 tržne pravice. To še vedno predstavlja pravno podlago za Bleiburger Wiesenmarkt, ki poteka vsako leto. v letih 1473, 1476, 1478 je bilo mesto hudo poškodovano od napadov Turkov, leto po tem je bila mestna utrdba obnovljena.
1739 je mesto opustošil velik požar. 1864 je bil Pliberk/Bleiburg povezan z železniško progo Franzensfeste-Celovec-Maribor, tako imenovana Dravska železnica.
Organizirano kulturno življenje Slovencev sega v leto 1888. Takrat je bilo osnovano društvo Cirila in Metoda s sedežem v Šmihelu pri Pliberku/St. Michael ob Bleiburg, ki je bilo aktivno do 1910.
Največjega pomena je bila ustanovitev slovenskega kulturnega društva "Edinost" 20. maja 1909, prvotno imenovan"Katoliško slovensko izobraževalno društvo v Pliberku" ( Katholischer slowenischer Bildungsverein in Bleiburg). Cilji združenja so krepitev slovenske identitete ter širjenje izobraževanja in kulture v širših plasteh prebivalstva. Ponudili so številne tečaje, knjižnico, itd. Uspešna je bila amaterska igralska skupina Laienspielgruppe, ki so jo ustanovile ženske. Slavna slovenska ljudska pesnica Milka Hartman je vodila priprave. Sedež združenja je bil tako imenovani Narodni dom (Volksheim) na Glavnem trgu. Slovenska posojilnica ( Spar- und Darlehenskasse) je bila tudi tam. Med obema vojnama, po aneksiji Avstrije k Tretjemu rajhu (Anschluss), je nastopila tudi večja institucionalna in sistematična diskriminacija Slovencev, ki je bila še posebej huda po napadu na Jugoslavijo. Vsi slovenski klubi in jezik sam, so bili prepovedani in je njihova uporaba kaznivo dejanje. V okviru balkanske kampanje Wehrmachta so leta 1941 že izgnali 60.000 Slovencev iz zasedene jugoslovanske Spodnje Štajerske. V aprilu 1942 so potem Slovence iz Koroške med drugim deportirali iz prostora Pliberka. To je pripeljalo pozneje do organiziranega oboroženega odpora na južnem Koroškem in v Karavankah, ki je na koncu pomagal k vojaški osvoboditvi izpod nacističnega terorja, kot imel tudi ključno vlogo pri ponovni vzpostavitvi Avstrije.

### Druga republika
Po koncu druge svetovne vojne je v občini potekal pliberški pokol. Sredi maja 1945 so v obmejnem mestu Bleiburg Britanci izročili na tisoče hrvaških domobrancev, ustaških vojakov in slovenskih domobrancev, jugoslovanski partizanski vojski. Prav tako so bili v tem pokolu pobiti številni avstrijski slovensko govoreči državljani na Koroškem in nemško govoreči somišljeniki. Od leta 1950 se vsako leto zberejo v maju Hrvati iz celega sveta in poklonijo žrtvam Pliberka.

### Kulturni dom Pliberk/Bleiburg
Po letu 1945 je bila ponovno ustanovljena slovenska kulturna zveza. Najprej se je vrnil iz Dachaua  Foltej Hartmann, zbral fante in oživil slovensko ljudsko pesem in zborovsko petje. Aktivnost se je zelo razširila. Kulturno društvo Edinost je še vedno ena od glavnih kulturnih institucij v mestu Pliberk/Bleiburg.
Danes je osrednja slovenska kulturna institucija mesta in celotne regije »Kulturni dom Pliberk / Bleiburg". Odločitev za obnovo je bilo 1993, temeljni kamen je bil položen 1996. Finančna pomoč za postavitev je prišla iz Evropske unije, Republike Avstrije in Republike Slovenije, dežele Koroške, občine in avtonomne pokrajine Južne Tirolske. Investicijo je podprlo tudi lokalno gospodarstvo in prebivalstvo.
Prvi dogodek je bil v februarju 1999. "Dom", kot se kulturni center na kratko imenuje, je osrednje zbirališče lokalne, regionalne in nacionalne umetniške in kulturne scene. Stavba je večnamenska od aprila 2004 in ima poleg kulturne dvorane še športno dvorano, dobro založeno knjižnico in restavracijo Dom.

## Kultura in zanimivosti
- Glavni trg s kužnim znamenjem iz 1724, ki je obdana s hišami iz 16. in 18. stoletja; enostavne fasade izvirajo večinoma iz 19. stoletja.
- Grad Pliberk je renesančna stavba v lasti grofov Thurn-Valsassina. Prvotno zgrajen v začetku 12. stoletja na hribu nad mestom, današnja stavbe prihaja večinoma iz zgodnjega 17. stoletja
- Župnijska cerkev sv. Petra in Pavla je poznogotska stavba iz 14. stoletja
- Slovenski kulturni center - Kulturni dom
- Božjepotna cerkev Svetega groba, baročna stavba sega v leto 1761, stoji na Kalvariji.
- Werner Berg Museum na Glavnem trgu
- Kiki Kogelnik- hiša staršev na Glavnem trgu
- Spominski park na Pliberškem polju (Loibacher Felf) s številnimi spomeniki in kapelo za žrtve pokola v Pliberku
- Freyungsbrunnen- vodnjak Kiki Kogelnik je eden od glavnih poznih delih umetnice Kiki Kogelnik in je bil ustvarjen v počastitev 600. obletnice Bleiburger Wiesmarkt v 1994. Vodnjak pred hišo njenih staršev kaže krilatega St.Lucas-bika, heraldično žival Pliberka. Vodnjak služi tudi kot simbol Freyung, ikone za "svoboden trg".

Od leta 1983 društvo Kulturinitiative Bleiburg organizira, med drugim od leta 1993, Bleiburger Faschingskabarett (Pliberški pustni karneval).
Leta 2009 je potekala v Pliberku - skupaj s Šentpavlom iz Labotske doline - razstava Evrope.
Od leta 1865 je Mešani pevski zbor Bleiburg organizator različnih dogodkov, kot so tradicionalni Schloßhofsingen. Poleg svete in posvetne zborovske glasbe, zbor posebej goji koroška pesem. Leta 2014 je zbor dobil bronasto medaljo "Walter von der Vogelweide".

## Znamenite osebnosti
- Gregorij Rožman (* 9. marec 1883, Dolinčiče, Pliberk, † 16. november 1959 Cleveland, ZDA), profesor teologije in ljubljanski škof
- Josef Witternigg (1881–1937), politik
- Milka Hartman (1902–1997), priznana slovenska koroška pesnica rojena v Spodnjih Libučah pri Pliberku
- Janko Messner (1921–2011), priznan slovenski  koroški pisatelj rojen v Pliberku
- Kiki Kogelnik (1935–1997), priznana vsestranska umetnica rojena v Pliberku
- Hubert Fabian Kulterer (1938–2009), pesnik in umetnik
- Johann Kresnik (* 1939), koreograf in gledališki režiser rojen v Šmarjeti
- Andreas Leben (* 1966), slavist, literarni poznavalec in prevajalec, rojen v Pliberku
- Rainer Schönfelder (* 1977), nekdanji športnik - smučar in večkratni olimpijski medalist